# 有効保護率
有効保護率（ゆうこうほごりつ、英：The effective rate of protection）は、最終財に課された関税率のみならず、その最終財を生産するのに使用する中間財への関税率も考慮して計算された産業の保護率のこと。実効保護率、有効関税率、付加価値保護率（英：The rate of protection of value added）、絶対保護率（英：The implicit rate of protection）とも呼ばれる。

## 概要
最終財のみならず中間財も貿易される場合は、最終財の生産者の保護が関税政策の目的であるとき、最終財への関税率を高水準に維持して生産に使用される中間財への関税率を低水準にすると、その最終財の生産者が国内市場において生み出せる付加価値が大きくなる。この考え方を基に考案された指標が有効保護率であり、マックス・コーデン、ベラ・バラッサ、ハリー・G・ジョンソンらが最初に提案した指標とされる。
財{\displaystyle i}（あるいは産業{\displaystyle i}）の実効関税率{\displaystyle ERP_{i}}は以下のように書ける。
{\displaystyle ERP_{i}={\frac {v_{i}^{\prime }-v_{i}}{v_{i}}}={\frac {\left[(1+t_{i})-\sum _{k}a_{ik}(1+t_{k})\right]-(1-\sum _{k}a_{ik})}{1-\sum _{k}a_{ik}}}={\frac {t_{i}-\sum _{k}a_{ik}t_{k}}{1-\sum _{k}a_{ik}}}}
ただし{\displaystyle v_{i}^{\prime }}は関税率変更後の財{\displaystyle i}の付加価値、{\displaystyle v_{i}}は関税率変更前の付加価値である。最初の式は、有効保護率とは即ち関税率の変更による財{\displaystyle i}の付加価値の変化率であることを示しており、有効保護率が「付加価値保護率」とも呼ばれる所以が見て取れる。
2つ目の式の{\displaystyle t_{i}}は財{\displaystyle i}への関税率、{\displaystyle a_{ik}}は中間財として使用する財{\displaystyle k}の投入額を財{\displaystyle i}を生産額で割ったもの（産出投入係数）である。つまり、分子は最終財の関税率から「中間財に課される関税率を産出投入係数をウェイトとして用いて平均した加重平均関税率」を引いたものである。分母は1から中間財の貢献割合を引いたものなので、即ち財{\displaystyle i}の付加価値率と解釈できる。
上の式の2つ目の等号が成立するためには、
1. すべての財の生産関数が規模に関して収穫一定、
2. 産出投入係数{\displaystyle a_{ik}}が関税率の変更によって変動しない、
3. 国内価格と世界価格の差が関税分に等しい、
4. 関税の賦課前と賦課後でともにすべての財の生産と貿易が行われている、
5. 自国の輸出財に対する外国の需要の弾力性が無限大、自国の輸入中間財に対する外国の供給の弾力性が無限大、国内の非貿易中間財の供給の弾力性が無限大、

という一連の仮定が必要である。
（１）マックス・コーデンの有効保護率と（２）ベラ・バラッサ、ハリー・G・ジョンソンの有効保護率は厳密には異なっている。（１）は初期時点の産出投入係数を用いて関税の変更後の付加価値を計算して得た「単位生産あたりの付加価値の変化率」で、（２）は産出投入係数が変化することを許容して得た「単位生産あたりの付加価値の変化率」であると整理できる。

### 例
10万円の携帯電話を生産するのに2万円分の半導体と3万円分の金属が必要であるとする。このとき携帯電話の生産者の付加価値は、
10万円—2万円—3万円＝5万円
となる。携帯電話、半導体、金属の3つの財すべてに50%の関税を賦課すると、関税率変更後の付加価値は、
10万円{\displaystyle \times (1+0.5)}—2万円{\displaystyle \times (1+0.5)}—3万円{\displaystyle \times (1+0.5)}＝5万円
となり、関税率変更前と同じであるので、有効保護率は（5万円—5万円）/5万円＝0となる。
一方で、携帯電話に50%の関税を賦課し、半導体に20%の関税を賦課し、金属に10%の関税を賦課したとする。このとき、関税率変更後の付加価値は、
10万円{\displaystyle \times (1+0.5)}—2万円{\displaystyle \times (1+0.2)}—3万円{\displaystyle \times (1+0.1)}＝9.3万円
となり、関税賦課前と比較すると有効保護率は（9.3万円—5万円）/5万円＝0.86（86%）となる。

## 萌芽
中間財への関税の賦課がその中間財を使用して生産される最終財の保護を弱めるように機能することは、フランク・タウシッグが1890年に「ネット・プロテクション（Net protection）」という言葉を用いて説明していた。1955年の論文でクレアランス・バーバーがカナダの関税政策を議論する際にも同様の概念が用いられている。マックス・コーデンによると、有効保護率を基準に関税政策を実施したのは1956年のスウェーデンの政策が最初である。マックス・コーデン、ベラ・バラッサ、ハリー・G・ジョンソンらの貢献で有効保護率の定式化が本格的の進んだのは1960年代であり、その年代に理論研究が進んだ背景として、同時期にワシリー・レオンチェフが産業連関表を用いた分析手法を開発したことがある。

## 資源再配分の指標
1960年代と1970年代の国際貿易論の理論研究では、「有効保護率が関税政策の変更によって引き起こされる産業間の資源再配分を予測する指標として用いられるか」「常にそのような指標として用いることができないのであれば、どのような理論的条件下で資源再配分を予測する指標として用いられるのか」が盛んに研究された。そのような理論的検討をする際の前提条件として、以下を仮定する。
- 輸入財の国内価格はちょうど関税分だけ国際価格から乖離している。
- 各財の生産関数は連続的で2回微分可能で、各変数について非減少関数で、一次同次で、準凹関数である。
- 生産要素は国内産業間（財間）を移動できるが国際的な生産要素の移動は許容しない。そして各生産要素の供給量は一定である。
- 対象となる経済は小国である。つまり世界価格を所与とみなす。
- 輸入中間財は国内で生産されない。
- 関税率の変更後もすべての最終財が国内で生産され続ける。
- 生産要素市場と財市場は完全競争的である。

以上の仮定が成立する下で、有効保護率が国内資源配分の移動を予測する指標となり得るためには、
1. ある産業（ここから「財」を「産業」と言い換える）の有効保護率が上昇すれば、その産業に資源が流入し、別の産業で有効保護率が低下すればその産業から資源が流出するということが起こる。
2. 有効保護率の数値が、一般均衡体系を解かなくてもデータから観察できる。

の2つが成立していなければならない。

### 固定的産出投入係数の場合
産出投入係数{\displaystyle a_{ik}}が関税率の変更によって変動せず固定的である場合は、上記式の有効保護率は上記の2つの条件を満たし、有効保護率が国内資源配分の移動を予測する指標となり得る。

### 可変産出投入係数の場合
産出投入係数{\displaystyle a_{ik}}が関税率の変更によって変動する場合は、上記式の有効保護率は、無条件で国内資源配分の移動を予測する指標となり得るわけではない。しかし、生産関数が特定の条件を満たす場合は、国内資源配分の移動を予測する指標となり得ることが上河泰男はじめ多くの研究者によって示されている。

## 問題点
関税率が相対的に高い産業の有効保護率は、関税率が相対的に低い産業の有効保護率よりも機械的に高くなり、保護の度合いを誇張してしまうことが問題点として挙げられる。このことは、以下の推定値において有効保護率の分散の方が平均関税率の分散よりも大きいことからも見て取れる。

## 推定値
| 産業                  | 1965年     | 1965年     | 1985年     | 1985年     |
| 産業                  | 平均関税率 | 有効保護率 | 平均関税率 | 有効保護率 |
| --------------------- | ---------- | ---------- | ---------- | ---------- |
| 1. 農林水産業         | 2.95       | -0.36      | 2.26       | -0.09      |
| 2. 鉱業               | 5.79       | 6.70       | 3.97       | 7.57       |
| 3. 食料品             | 27.95      | 86.97      | 17.47      | 43.88      |
| 4. 繊維産業           | 14.91      | 29.40      | 8.76       | 17.15      |
| 5. パルプ・紙・木製品 | 3.10       | 2.37       | 1.93       | 2.09       |
| 6. 化学製品           | 10.47      | 17.74      | 4.19       | 7.66       |
| 7. 石油・石炭製品     | 7.77       | 10.73      | 1.89       | -2.34      |
| 8. 窯業・土石製品     | 14.05      | 24.61      | 2.04       | 2.56       |
| 9. 鉄鋼               | 1.19       | -3.69      | 1.49       | 1.92       |
| 10. 非鉄金属          | 3.58       | 2.28       | 1.43       | 1.30       |
| 11. 金属製品          | 12.85      | 22.98      | 3.46       | 6.20       |
| 12. 一般機械          | 11.11      | 17.62      | 2.77       | 4.13       |
| 13. 電気機械          | 10.12      | 16.98      | 2.83       | 4.20       |
| 14. 輸送機械          | 8.12       | 10.51      | 3.74       | 5.96       |
| 15. 精密機械          | 14.23      | 23.23      | 4.47       | 6.91       |
| 16. その他製造業品    | 16.96      | 33.13      | 4.65       | 7.08       |